# Ticket To Paradise
「Ticket To Paradise」（チケット・トゥ・パラダイス）は、中西圭三の5枚目のシングル。

## 概要
「Ticket To Paradise」は、テレビ朝日系「ビートたけしのTVタックル」 テーマソングおよびロッテ「V.I.P.チョコレート」イメージソングに使用された。2022年4月現在4番目に売れたシングル。アルバム『Steps』にはリミックス・ヴァージョンで収録。
スペシャルゲストとして、当時同じレコード会社に所属していたカシオペアの野呂一生（ギター）、向谷実（ホーンアレンジ）がレコーディングに参加している。
本作発売当時にプロモーション盤「KEIZO NAKANISHI SUMMER VACATION MIX」と名付けられた、「Ticket To Paradise」と「哀しみのストーム」のメドレー・リミックス音源がメディア媒体用に配布されたが、後にベスト・アルバム『SINGLES II』の特典ディスクに収録されている。

## 収録曲
全編曲：小西貴雄
1. Ticket To Paradise
  - 作詞：売野雅勇　作曲：中西圭三
  - スペシャルゲスト：カシオペア（ギター：野呂一生、ホーンアレンジ：向谷実）
2. 哀しみのストーム
  - 作詞：湯川れい子　作曲：中西圭三・小西貴雄

## 収録作品
| 発売日         | タイトル                                                    |
| -------------- | ----------------------------------------------------------- |
| 1993年3月3日   | Steps                                                       |
| 1994年12月7日  | SINGLES                                                     |
| 2000年9月27日  | SINGLES II                                                  |
| 2001年2月21日  | Best Selection                                              |
| 2004年2月4日   | KEIZO NAKANISHI complete BEST SELECTION 〜Choo Choo TRAIN〜 |
| 2016年9月7日   | All Time Best 〜KEIZO’s 25th Anniversary〜                  |
| 2016年12月21日 | Masterpieces PURE GOLD POPS 売野雅勇作品集「天国より野蛮」  |